# Flaujac-Poujols
Flaujac-Poujols település Franciaországban, Lot megyében. Lakosainak száma 805 fő (2022. január 1.). Flaujac-Poujols Arcambal, Aujols, Cahors, Cieurac, Laburgade és Le Montat községekkel határos.

## Népesség
A település népességének változása:
| Lakosok száma | 161  | 448  | 561  | 661  | 707  | 732  | 772  | 780  | 792  | 805  |
|               | 1968 | 1982 | 1990 | 2006 | 2013 | 2015 | 2017 | 2019 | 2020 | 2022 |